# Astroblepus grixalvii
El negrito (Astroblepus grixalvii) es una especie de pez de la familia Astroblepidae en el orden de los Siluriformes.

## Morfología
• Los machos pueden llegar alcanzar los 30 cm de longitud total.

## Distribución geográfica
Se encuentran en Sudamérica, en las cuencas de los ríos Magdalena, Cauca, Patía, San Juan y Meta, en Colombia.